# Dioscorea madecassa
Dioscorea madecassa là một loài thực vật có hoa trong họ Dioscoreaceae. Loài này được H.Perrier mô tả khoa học đầu tiên năm 1928.